# Mini-Gewächshaus

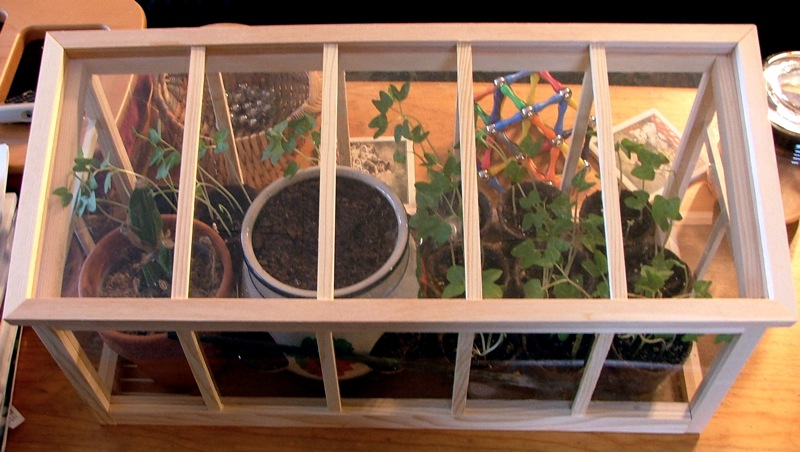
Mini-Gewächshaus

Ein Mini-Gewächshaus besteht aus einem geschlossenen Behälter mit lichtdurchlässigem Deckel. Die Bodenschale wird mit Erde gefüllt, in dieser werden dann Keimlinge zur späteren Verpflanzung ins Freie gezüchtet. Ähnlich einem normalen Gewächshaus beruht das Prinzip auf dem Treibhauseffekt. Einfallende Sonnenstrahlung erwärmt den Boden, warme Luft steigt auf, kann aber nicht entweichen. Um eine drohende Überhitzung bei starker Sonneneinstrahlung zu vermeiden, kann bei vielen Produkten die Temperatur über kleine Fenster im Deckel reguliert werden.
Zum Anzüchten der Keimlinge empfiehlt sich nährstoffarme Erde. Der Keimling wird dadurch genötigt ein gutes Wurzelwerk auszubilden. Die Erde sollte nass sein, aber nicht im Wasser stehen, da es sonst zu Fäulnis an den Wurzeln kommen kann. Häufiges Öffnen des Deckels ist zu vermeiden. Bis zur ersten Blattbildung sollte das Gewächshaus nicht zu hoher Lichtintensität ausgesetzt werden, da sonst die Keimlinge zu schnell wachsen, ohne einen kräftigen Stängel auszubilden.
Die Erfindung des Mini-Gewächshauses wird Nathaniel Bagshaw Ward um 1830 zugeschrieben.

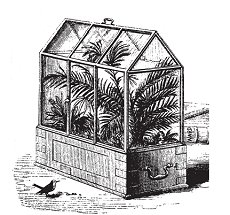
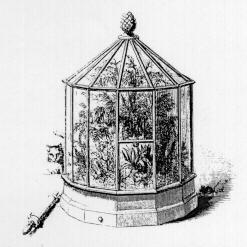
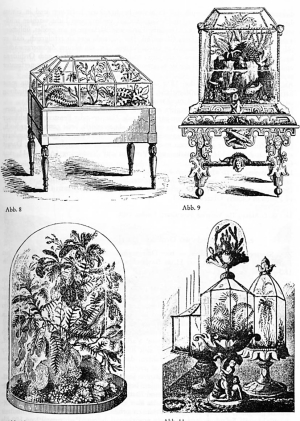